# Aysenia
Aysenia is een geslacht van spinnen uit de  familie van de Anyphaenidae (buisspinnen).

## Soorten
- Aysenia araucana Ramírez, 2003
- Aysenia barrigai Izquierdo & Ramírez, 2008
- Aysenia cylindrica Ramírez, 2003
- Aysenia elongata Tullgren, 1902
- Aysenia segestrioides Ramírez, 2003